# Fuente el Saúz
Fuente el Saúz är en kommun i Spanien.   Den ligger i provinsen Provincia de Ávila och regionen Kastilien och Leon, i den centrala delen av landet, 120 km nordväst om huvudstaden Madrid. Antalet invånare är 192. Arean är 9,0 kvadratkilometer.
Terrängen i Fuente el Saúz är mycket platt.